# Tehnička škola Karlovac
Tehnička škola Karlovac je srednja strukovna škola u gradu Karlovcu (Karlovačka županija, Republika Hrvatska). U školi postoji više smjerova (ili zanimanja) od kojih su neka: Elektrotehnika, Mehatronika, Strojarstvo itd.
Škola se prije zvala Školski Metalski Centar (ŠMrC) po čijoj je kratici još uvijek poznata mnogim Karlovčanima.

## Vanjske poveznice
- Službena stranica